# Comtat palatí de Lotaríngia
El comtat palatí de Lotaríngia (també palgraviat de l'alemany Pfalzgraft, comte palatí) fou una jurisdicció feudal del Sacre Imperi Romanogermànic organitzada als darrers anys del segle X. Les funcions del comte palatí o palgravi de cadascun dels ducats del Regne de Germània es desconeixen però se suposa que eren similars en relació als ducs a les que tenien els comtes palatins en relació al rei sota els emperadors carolingis.
El títol fou donat per primer cop a Herman, de malnom Pusillus, comte de Zulpich, Bonn, Gerresheim i Auelgau, que l'agafà per primer cop vers 985; Herman apareix esmentat per darrer cop el 16 de juliol del 996 i hauria mort el 20 de novembre següent. Es va casar amb Hielwigis (parenta d'Ulric bisbe d'Augsburg) i fou el pare d'Ezzo que va agafr també el títol de palgravi (comte palatí) de Lotaríngia. La família va conservar el títol fins al 1085. A la primera meitat del segle XII va perdre la seva associació amb la Baixa Lotaríngia i el comtat va quedar vinculat a Francònia i l'Alta Lotaríngia (amb German de Stahlek, que va accedir al càrrec el 1141) els dominis del qual van començar a ser coneguts com a Palatinat o comtat palatí del Rin.

## Llista de palgravis
- Herman I 985-vers 996
- Azzo o Ezzo vers 1020-1034 (fill)
- Otó 1035-1045 (fill, duc de Suàbia)
- Enric I 1045-1060 (nebot)
- Herman II 1064-1085 (fill)
- Enric II de Laach, 1095-1095 casat amb Adelaida vídua de l'anterior, que li aporta el títol
- Enric III, 1085-1099
- Sigifred de Ballenstadt, 1099-1113
- Godofreu de Calw 1113-1129
- Guillem de Ballenstadt, 1129-1140 fill de Sigifred
- Enric IV Jasormirgott de Babenberg 1140-1141
- Hermann III de Stahleck 1142-1155

Vegeu Palatinat i comtat palatí del Rin

## Nota
1. ↑  Memorienbuch de Saint Gereon de Colònia